# جون كروفورد (سياسي أمريكي)
جون كروفورد (بالإنجليزية: John Crawford)‏ هو سياسي أمريكي، ولد في 4 ديسمبر 1792، وتوفي في 8 مارس 1881. انتخب عضو جمعية ولاية ويسكونسن.